# Ubiquity
Ubiquity je sučelje web preglednika Firefox koje omogućuje bolju komunikaciju u odnosu korisnik - web preglednik i automatizaciju svakodnevnih radnji. Tek je u fazi razvoja, i ima dosta bug-ova. 
Ideja je uspostaviti iterakciju s korisnikom do te mjere da korisnik postavlja pitanja, i dobiva kratke i jasne odgovore. Za razliku od tražilica u kojima je potrebno pregledati više desetaka članaka da bi došli do traženog odgovora.

## Vanjske poveznice
- Službena stranica  Arhivirana inačica izvorne stranice od 25. lipnja 2009. (Wayback Machine)